# Allen Hoskins

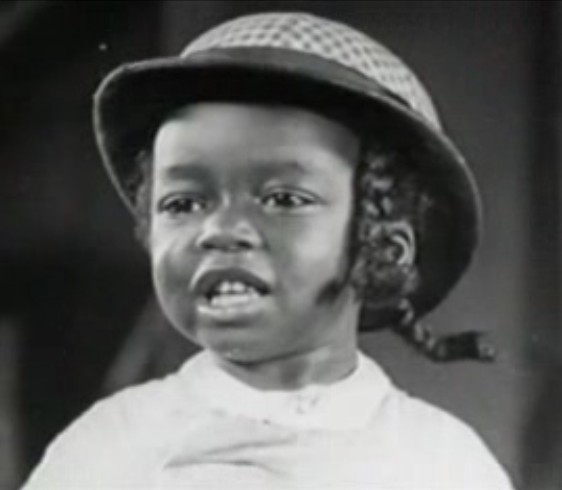
Farina in Dogs of war uit 1923

Allen Clayton Hoskins (Boston, 9 augustus 1920 – Oakland, 26 juli 1980) was een Amerikaans kindacteur in de jaren 20 en 30.
Hoskins is het meest bekend als Farina in de serie Our Gang. Hij was hierin te zien van 1922 tot en met 1931. Hij stond in de serie bekend om zijn vreemde haar en ongelijke kleren. Hij werd een van de meest populaire personages en verdiende 250 dollar per week met de serie. Toen hij eruit stapte, werd hij vervangen door Matthew Beard.
Na Our Gang had Hoskins nog kleine rollen in films en acteerde met zus Jannie Hoskins in de vaudeville.
In de Tweede Wereldoorlog diende Hoskins in het leger. Hierna vond hij het moeilijk de draad als acteur weer op te maken. Hij kreeg een succesvolle carrière in het helpen van probleemkinderen.
Allen Hoskins stierf in 1980 aan kanker.